# Искра (река)
Искра — река в России, протекает в основном в Вологодской области и только устье находится в Ярославской, значительная часть реки находится на территории Дарвинского заповедника. Длина реки — 22 км.
Река находится на сильно заболоченном полуострове, ограниченном Шекснинским и Моложским отрогами Рыбинского водохранилища.

## Течение
Река вытекает из озера, которое называется Искорское (Искринское или просто Искра) и при впадении в водохранилище образует длинный Искринский залив. Исток реки находится в Вологодской области около деревни Искра Череповецкого района. Река вытекает из озера на его восточном берегу уровень воды в этом месте 108 м. Река течёт по заболоченному лесу, мимо урочища Мороцкая Чисть и около урочища Мысы, расположенного по правому берегу, попадает на территорию Дарвинского заповедника, здесь в неё впадает правый приток Аньгова, небольшая речка также текущая из болот, в связи с подпором вод водохранилища русло реки расширяется, переходя в залив. Далее по левому берегу следует урочище Плотовец, где впадает одноимённая речка. Далее по левому берегу следует урочище Старское болото, а за ним на правом берегу первые населённые пункты на реке — Старое и Муравьево, Муравьево стоит в устье правого притока — реки Чимсора. Ниже Чимсоры река попадает на территорию Брейтовского района Ярославской области, хотя этот участок правильнее называть Искорским заливом. Искринский залив вплотную примыкает к расположенному справа, заливу реки Островская.

## Данные водного реестра
По данным государственного водного реестра России относится к Верхневолжскому бассейновому округу, водохозяйственный участок реки — Рыбинское водохранилище до Рыбинского гидроузла и впадающие в него реки, без рек Молога, Суда и Шексна от истока до Шекснинского гидроузла, речной подбассейн реки — Реки бассейна Рыбинского водохранилища. Речной бассейн реки — (Верхняя) Волга до Куйбышевского водохранилища (без бассейна Оки).
Код объекта в государственном водном реестре — 08010200412110000007324.